# Antonio Ledesma
Antonio Ledesma (ur. 28 marca 1943 w Iloilo) – filipiński duchowny rzymskokatolicki, w latach 2006–2020 arcybiskup Cagayan de Oro.

## Życiorys
Święcenia kapłańskie przyjął 16 kwietnia 1973 w zakonie jezuitów. Po studiach w kraju i Stanach Zjednoczonych objął funkcję wikariusza w Zamboanga del Sur, zaś w 1982 rozpoczął pracę jako wykładowca na uniwersytecie w Manili.
13 czerwca 1996 został mianowany koadiutorem prałatury terytorialnej Ipil, zaś 31 sierpnia 1996 przyjął sakrę biskupią z rąk abp. Gian Vincenzo Moreniego. 28 czerwca 1997 objął rządy w prałaturze.
4 marca 2006 papież Benedykt XVI mianował go arcybiskupem Cagayan de Oro.